# یاسوماسا کاواساکی
یاسوماسا کاواساکی (انگلیسی: Yasumasa Kawasaki؛ زادهٔ ۲۰ اوت ۱۹۹۲) بازیکن فوتبال اهل ژاپن است.
از باشگاه‌هایی که در آن بازی کرده‌است می‌توان به باشگاه فوتبال سانفریس هیروشیما اشاره کرد.